# Convocazioni per il campionato mondiale di hockey su pista Lisbona 1947
Lista dei giocatori convocati dalle Nazionali per il Campionato del mondo di hockey su pista 1947 a Lisbona.

## Belgio
Commissario tecnico: ?
| N. | Pos. | Giocatore          | Data nascita (età) | Pres. | Reti | Squadra       |
| -- | ---- | ------------------ | ------------------ | ----- | ---- | ------------- |
|    | E    | Gaston Bogaerts    | 24 marzo 1905      |       | 0    |               |
|    | E    | Armand Cossaert    | 1º aprile 1905     |       | 2    |               |
|    | E    | John De Vos        |                    |       | 2    | Royal Antwerp |
|    | E    | Albert De Winter   | 31 marzo 1917      |       | 0    | Royal Antwerp |
|    | E    | F Renard           | 1º aprile 1905     |       | 0    |               |
|    | E    | Joseph Van Engelen |                    |       | 12   |               |
|    | E    | A Van Hoof         |                    |       | 8    |               |

## Francia
Commissario tecnico: ?
| N. | Pos. | Giocatore             | Data nascita (età) | Pres. | Reti | Squadra         |
| -- | ---- | --------------------- | ------------------ | ----- | ---- | --------------- |
|    | E    | Roger Changart        |                    |       | 6    | Biarritz        |
|    | E    | Jean Comte            |                    |       | 1    | Stade Bordelais |
|    | E    | Lucien Imbert         |                    |       | 0    | Paris           |
|    | E    | Charles Marchand      |                    |       | 0    | Lione           |
|    | E    | Rene-gerard Peyrecave | 7 aprile 1925      |       | 0    |                 |
|    | E    | Pierre Riviere        |                    |       | 1    |                 |
|    | E    | Roy Roger             |                    |       | 4    |                 |

## Inghilterra
Commissario tecnico: ?
| N. | Pos. | Giocatore     | Data nascita (età) | Pres. | Reti | Squadra       |
| -- | ---- | ------------- | ------------------ | ----- | ---- | ------------- |
|    | P    | F Payton      |                    |       | 0    | Herne Bay RHC |
|    | E    | Harry Bedwell |                    |       | 0    | Herne Bay RHC |
|    | E    | Edward Bown   |                    |       | 1    |               |
|    | E    | D Goodall     |                    |       | 9    | Herne Bay RHC |
|    | E    | Robert Hulme  | 22 marzo 1905      |       | 0    | Manchester    |
|    | E    | Brian Newbury |                    |       | 1    |               |
|    | E    | Peter Walters | 18 marzo 1905      |       | 4    | Manchester    |

## Italia
Commissario tecnico: ?
| N. | Pos. | Giocatore        | Data nascita (età) | Pres. | Reti | Squadra       |
| -- | ---- | ---------------- | ------------------ | ----- | ---- | ------------- |
|    | P    | Angelo Grassi    | 4 gennaio 1909     |       | 0    | Novara        |
|    | E    | Emilio Bertuzzi  | 13 luglio 1920     |       | 0    |               |
|    | E    | Giovanni Bettini |                    |       | 0    | Monza         |
|    | E    | Luigi Castoldi   |                    |       | 0    | Monza         |
|    | E    | Mario Cergol     | 2 ottobre 1911     |       | 2    | Triestina     |
|    | E    | Luigi Kullmann   | 30 marzo 1905      |       | 0    | Monza         |
|    | E    | Mario Massironi  |                    |       | 0    | Monza         |
|    | E    | Giovanni Poser   | 24 marzo 1921      |       | 10   | Triestina     |
|    | E    | Lucio Torre      | 2 giugno 1926      |       | 8    | Edera Trieste |

## Portogallo
Commissario tecnico: ?
| N. | Pos. | Giocatore                | Data nascita (età) | Pres. | Reti | Squadra           |
| -- | ---- | ------------------------ | ------------------ | ----- | ---- | ----------------- |
|    | P    | Cipriano Dos Santos      | 16 settembre 1920  |       | 0    | Sintra            |
|    | P    | Emidio Pinto             | 28 settembre 1923  |       | 0    | Paço de Arcos     |
|    | E    | Jose Correia Dos Santos  | 2 agosto 1926      |       | 12   | Paço de Arcos     |
|    | E    | Antonio De Jesus Correia | 3 aprile 1924      |       | 11   | Paço de Arcos     |
|    | E    | Alvaro Simoes Lopes      | 24 marzo 1905      |       | 0    | Amadora           |
|    | E    | Jose Prazeres            | 24 agosto 1906     |       | 0    | Benfica           |
|    | E    | Oliverio Serpa           | 22 marzo 1916      |       | 2    | CF Benfica        |
|    | E    | Sidonio Serpa            | 6 ottobre 1919     |       | 2    | CF Benfica        |
|    | E    | António Soares           |                    |       | 0    | Infante de Sagres |

## Spagna
Commissario tecnico: ?
| N. | Pos. | Giocatore                        | Data nascita (età) | Pres. | Reti | Squadra      |
| -- | ---- | -------------------------------- | ------------------ | ----- | ---- | ------------ |
|    | P    | Pere Nadal Tortajada             |                    |       | 0    | Espanyol     |
|    | P    | Juan Antonio Samaranch I Torrelo |                    |       | 0    |              |
|    | E    | Ramon Basso Birules              | 27 agosto 1924     |       | 0    | GEIEG Girona |
|    | E    | Pere Gallen Balaguer             | 1º giugno 1934     |       | 0    | Espanyol     |
|    | E    | Antonio Mas Zamora               |                    |       | 7    | Espanyol     |
|    | E    | Luis Rubio Bosch                 |                    |       | 0    | Espanyol     |
|    | E    | August Serra Mustich             | 26 febbraio 1920   |       | 1    | Espanyol     |
|    | E    | Jorge Trias Casanova             | 13 novembre 1923   |       | 5    | Espanyol     |

## Svizzera
Commissario tecnico:  Pierre Gervaz
| N. | Pos. | Giocatore       | Data nascita (età) | Pres. | Reti | Squadra  |
| -- | ---- | --------------- | ------------------ | ----- | ---- | -------- |
|    | P    | Grunig          |                    |       | 0    |          |
|    | P    | Hurlimann       |                    |       | 0    |          |
|    | E    | Rene Gervaz     |                    |       | 0    | Montreux |
|    | E    | Rene Martinetti |                    |       | 4    | Montreux |
|    | E    | Henry Millasson |                    |       | 1    | Montreux |
|    | E    | Pierre Monney   | 11 dicembre 1926   |       | 3    | Montreux |
|    | E    | Albert Mury     |                    |       | 0    | Montreux |
|    | E    | Donald Zurcher  |                    |       | 2    |          |